# Game & Watch Gallery (serie)
Los juegos de Game & Watch han tenido muchos relanzamientos diferentes.
La serie Game & Watch Gallery, conocida en Japón y Australia como la serie Game Boy Gallery (ゲームボーイギャラリー), es una serie de compilaciones de algunos de los títulos originales de Game & Watch publicados por primera vez en 1995. Se han publicado cinco entregas, todas para sistemas de la línea Game Boy; tres de estos juegos también se han publicado en la consola virtual para Nintendo 3DS. A partir de Game & Watch Gallery en adelante, los juegos incluyen juegos de Game & Watch en dos estilos: Clásico, que incluye reproducciones fieles de los juegos originales, y Moderno, que da a los juegos un estilo visual diferente usando personajes de la serie Super Mario Bros.; sin embargo, no todos los juegos de Game & Watch incluidos en un juego en particular incluyen un estilo Moderno. Además, los títulos a menudo cuentan con galerías reales que explican la historia de la consola Game & Watch y los diversos juegos lanzados para ello. Los primeros cuatro títulos de la serie también presentan los bordes de Super Game Boy, que imitan los diseños originales de la funda de Game & Watch. Mientras que originalmente publicado bajo el título Game Boy Gallery en Australia, las versiones de la consola virtual usan el título Game & Watch Gallery.
A partir de 1998, Nintendo licenció una serie de pequeños remakes LCD independientes de los juegos originales Game & Watch llamados Nintendo Mini Classics.
A principios de los años 2000, varios títulos de Game & Watch fueron planeados para su relanzamiento como Game & Watch-e (una serie de tarjetas Nintendo e-Reader); sin embargo, solo una vez lo fue.
La serie Game & Watch Collection para Nintendo DS es un juego de dos juegos que estaban disponibles exclusivamente en el Club Nintendo.
Las versiones digitales de los juegos se crearon como DSiWare que salió a la venta para Nintendo DSi en 2009 (2010 a nivel internacional) y para Nintendo 3DS en 2011.

## Juegos destacados
| Juego                  | Game Boy Gallery (1995) | Game & Watch Gallery (1997) | Game & Watch Gallery 2 (1998) | Game & Watch Gallery 3 (1999) | Game & Watch Gallery 4 (2002) | Game & Watch Collection (2006) | Game & Watch Collection 2 (2008) | DSiWare (2009) | Nintendo Mini Classics (1998) | Game & Watch-e (2002) |
| ---------------------- | ----------------------- | --------------------------- | ----------------------------- | ----------------------------- | ----------------------------- | ------------------------------ | -------------------------------- | -------------- | ----------------------------- | --------------------- |
| Ball                   | Sí                      | No                          | Sí                            | No                            | No                            | No                             | No                               | Sí             | No                            | No                    |
| Bomb Sweeper           | No                      | No                          | No                            | No                            | Sí                            | No                             | No                               | No             | No                            | No                    |
| Boxing                 | No                      | No                          | No                            | No                            | Sí                            | No                             | No                               | No             | No                            | No                    |
| Chef                   | No                      | No                          | Sí                            | No                            | Sí                            | No                             | No                               | Sí             | No                            | No                    |
| Climber                | No                      | No                          | No                            | No                            | Sí                            | No                             | No                               | No             | No                            | No                    |
| Donkey Kong            | No                      | No                          | Sí                            | No                            | Sí                            | Sí                             | No                               | No             | Sí                            | No                    |
| Donkey Kong II         | No                      | No                          | No                            | Sí                            | No                            | No                             | No                               | No             | No                            | No                    |
| Donkey Kong 3          | No                      | No                          | No                            | No                            | Sí                            | No                             | No                               | No             | No                            | No                    |
| Donkey Kong Jr.        | No                      | No                          | No                            | Sí                            | Sí                            | No                             | No                               | Sí             | Sí                            | No                    |
| Egg                    | No                      | No                          | No                            | Sí                            | No                            | No                             | No                               | No             | No                            | No                    |
| Fire                   | No                      | Sí                          | No                            | Sí                            | Sí                            | No                             | No                               | No             | Sí                            | No                    |
| Fire Attack            | No                      | No                          | No                            | No                            | Sí                            | No                             | No                               | No             | No                            | No                    |
| Flagman                | Sí                      | No                          | No                            | Sí                            | No                            | No                             | No                               | Sí             | No                            | No                    |
| Green House            | No                      | No                          | No                            | Sí                            | No                            | Sí                             | No                               | No             | No                            | No                    |
| Helmet                 | No                      | No                          | Sí                            | No                            | No                            | No                             | No                               | Sí             | No                            | No                    |
| Judge                  | No                      | No                          | No                            | Sí                            | No                            | No                             | No                               | Sí             | No                            | No                    |
| Life Boat              | No                      | No                          | No                            | No                            | Sí                            | No                             | No                               | No             | No                            | No                    |
| Lion                   | No                      | No                          | No                            | Sí                            | No                            | No                             | No                               | No             | No                            | No                    |
| Manhole                | Sí                      | Sí                          | No                            | No                            | Sí                            | No                             | No                               | Sí             | No                            | Sí                    |
| Mario Bros.            | No                      | No                          | No                            | Sí                            | Sí                            | No                             | No                               | No             | No                            | No                    |
| Mario's Bombs Away     | No                      | No                          | No                            | No                            | Sí                            | No                             | No                               | No             | No                            | No                    |
| Mario's Cement Factory | Sí                      | No                          | No                            | No                            | Sí                            | No                             | No                               | Sí             | Sí                            | No                    |
| Octopus                | No                      | Sí                          | No                            | No                            | Sí                            | No                             | Sí                               | No             | Sí                            | No                    |
| Oil Panic              | No                      | Sí                          | No                            | No                            | No                            | Sí                             | No                               | No             | Sí                            | No                    |
| Parachute              | No                      | No                          | Sí                            | No                            | Sí                            | No                             | Sí                               | No             | Sí                            | No                    |
| Rain Shower            | No                      | No                          | No                            | No                            | Sí                            | No                             | No                               | No             | No                            | No                    |
| Safebuster             | No                      | No                          | No                            | No                            | Sí                            | No                             | No                               | No             | No                            | No                    |
| Snoopy Tennis          | No                      | No                          | No                            | No                            | No                            | No                             | No                               | No             | Sí                            | No                    |
| Spitball Sparky        | No                      | No                          | No                            | Sí                            | No                            | No                             | No                               | No             | No                            | No                    |
| Super Mario Bros.      | No                      | No                          | No                            | No                            | No                            | No                             | No                               | No             | Sí                            | No                    |
| Tropical Fish          | No                      | No                          | No                            | No                            | Sí                            | No                             | No                               | No             | No                            | No                    |
| Turtle Bridge          | No                      | No                          | No                            | Sí                            | No                            | No                             | No                               | No             | No                            | No                    |
| Vermin                 | Sí                      | No                          | Sí                            | No                            | No                            | No                             | No                               | Sí             | No                            | No                    |
| Zelda                  | No                      | No                          | No                            | No                            | Sí                            | No                             | No                               | No             | Sí                            | No                    |

## Serie Game & Watch Gallery

### Game Boy Gallery
Game Boy Gallery es el primer juego de la serie. Fue lanzado para Game Boy en Europa el 27 de abril de 1995 y en Australia en 1995. A diferencia de otros juegos en la serie, este juego no tiene modos Moderno ni Clásico; las miradas son "Moderno" con caracteres genéricos, pero el juego es estilo "Clásico". Cuenta con cinco juegos.
Lista de juegos
- Ball
- Vermin
- Flagman
- Manhole
- Cement Factory

### Game & Watch Gallery
Game & Watch Gallery, conocida en Japón como Game Boy Gallery (ゲームボーイギャラリー) y en Australia como Game Boy Gallery 2, es el segundo juego de la serie en Europa y Australia y el primero en Japón y Norteamérica. Se estrenó para Game Boy en Japón el 1 de febrero de 1997, en Estados Unidos en mayo de 1997, en Europa el 28 de agosto de 1997 y en Australia en 1997; se estrenó para Nintendo Power para Game Boy en Japón el 1 de marzo de 2000. Se publicó en la consola virtual Nintendo 3DS Virtual Console en Japón el 22 de junio de 2011, en Norteamérica el 14 de julio de 2011, y en Europa y Australia el 21 de julio de 2011; aunque se publicó originalmente bajo el título Game Boy Gallery 2 en Australia, la versión para consola virtual utiliza el título Game & Watch Gallery.
Este juego incluye juegos de Game & Watch en dos estilos: Clásico, que incluye reproducciones fieles de los juegos originales, y Moderno, que da a los juegos un estilo visual diferente utilizando personajes de la serie Super Mario Bros. Cuenta con cuatro juegos.
Lista de juegos
- Manhole
- Fire
- Octopus
- Oil Panic

### Game & Watch Gallery 2
Game & Watch Gallery 2, conocida en Japón como Game Boy Gallery 2 (ゲームボーイギャラリー2 Gēmu Bōi Gyararii 2) y en Australia como Game Boy Gallery 3, es el tercer juego de la serie en Europa y Australia y el segundo en Japón y Norteamérica. Fue lanzado para la Game Boy en Japón el 27 de septiembre de 1997; para la Game Boy Color en Estados Unidos el 20 de noviembre de 1998 y para Europa el 1 de noviembre de 1998, y para Australia el 1 de marzo de 1998; y para Nintendo Power en Japón el 1 de marzo de 2000. La versión para Game Boy salió a la venta en la consola virtual Nintendo 3DS Virtual Console en Japón el 21 de marzo de 2012. La versión para Game Boy Color salió a la venta en la consola virtual Nintendo 3DS Virtual Console en Europa y Australia el 3 de mayo de 2012 y en Norteamérica el 24 de mayo de 2012; mientras que se publicó originalmente bajo el título Game Boy Gallery 3 en Australia, la versión para consola virtual utiliza el título Game & Watch Gallery 2.
Este juego incluye juegos de Game & Watch en dos estilos: Clásico, que incluye reproducciones fieles de los juegos originales, y Moderno, que da a los juegos un estilo visual diferente utilizando personajes de la serie Super Mario Bros. Cuenta con seis juegos.
Lista de juegos
- Parachute
- Chef
- Donkey Kong
- Helmet
- Vermin
- Ball (desbloqueable)

### Game & Watch Gallery 3
Game & Watch Gallery 3, conocida en Japón como Game Boy Gallery 3 (ゲームボーイギャラリー3 Gēmu Bōi Gyararii 3) y en Australia como Game Boy Gallery 4, es el cuarto juego de la serie en Europa y Australia y el tercero en Japón y Norteamérica. Fue lanzado para Game Boy Color en Japón el 4 de agosto de 1999, en los Estados Unidos el 6 de diciembre de 1999, en Australia en 1999, y en Europa en febrero de 2000; fue lanzado para Nintendo Power para Game Boy en Japón el 1 de marzo de 2000. Aunque se lanzó para Game Boy Color, también es compatible con la Game Boy. Fue lanzado en la consola virtual Nintendo 3DS Virtual Console en Europa y Australia el 25 de septiembre de 2014, y en América del Norte el 5 de febrero de 2015; mientras que fue publicado originalmente bajo el título Game Boy Gallery 4 en Australia, la versión de consola virtual utiliza el título Game & Watch Gallery 3. En Japón, salió a la venta en la consola virtual Nintendo 3DS, pero solo estaba disponible para los usuarios que registraran Super Smash Bros. para Nintendo 3DS y uno de Pokémon Omega Ruby o Pokémon Alpha Sapphire en el Club Japonés Nintendo entre el 21 de noviembre de 2014 y el 20 de enero de 2015.
Este juego incluye juegos de Game & Watch en dos estilos: Clásico, que incluye reproducciones fieles de los juegos originales, y Moderno, que da a los juegos un estilo visual diferente utilizando personajes de la serie Super Mario Bros. Ofrece cinco juegos con los modos moderno y clásico, y seis juegos desbloqueables con solo el modo clásico.
Lista de juegos
- Egg
- Green House
- Turtle Bridge
- Mario Bros.
- Donkey Kong Jr.

También se incluyen seis juegos desbloqueables que solo se pueden jugar en el modo Clásico:
- Judge
- Flagman
- Lion
- Spitball Sparky
- Donkey Kong II
- Fire

### Game & Watch Gallery 4
Game & Watch Gallery 4, conocida en Europa y Australia como Game & Watch Gallery Advance, es el quinto juego de la serie en Europa y Australia y el cuarto en Norteamérica. Fue lanzado para Game Boy Advance en Europa el 25 de octubre de 2002, en los Estados Unidos el 28 de octubre de 2002 y en Australia en 2002. Es el segundo juego de Game & Watch Gallery que no recibirá una versión japonesa hasta 2016 a través de la consola virtual de Wii U Virtual Console. También es el primer título de la serie Game & Watch Gallery que acredita a TOSE como co-desarrollador, después de que la empresa no hubiera sido acreditada en las entregas anteriores.
Este juego incluye juegos de Game & Watch en dos estilos: Clásico, que incluye reproducciones fieles de los juegos originales, y Moderno, que da a los juegos un estilo visual diferente utilizando personajes de la serie Super Mario Bros. Ofrece 11 juegos con los modos Moderno y Clásico, y nueve juegos con solo el modo Clásico. Este juego facilita el multijugador para Boxing y Donkey Kong 3.
Lista de juegos
- Fire
- Boxing
- Rain Shower
- Mario's Cement Factory
- Donkey Kong Jr.
- Donkey Kong 3
- Chef
- Mario Bros.
- Donkey Kong
- Octopus
- Fire Attack

También se incluyen varios juegos desbloqueables que solo se pueden jugar en el modo Clásico:
- Manhole
- Tropical Fish
- Mario's Bombs Away
- Parachute
- Bomb Sweeper
- Climber
- Safebuster
- Life Boat
- Zelda

## Serie Game & Watch Collection

### Game & Watch Collection
Game & Watch Collection es un juego de Nintendo DS exclusivo de Club Nintendo.
Para los miembros del Club Japonés Nintendo, estaba disponible para 500 monedas a partir del 28 de febrero de 2006. En Singapur, fue lanzado en el AMK Hub en 2007. Para los miembros del North American Club Nintendo, estaba disponible para 800 monedas a partir del 15 de diciembre de 2008. Para los miembros del Australian Club Nintendo, estaba disponible para 2500 Estrellas a partir del 11 de marzo de 2009. Para los miembros del European Club Nintendo, estaba disponible para 5000 estrellas a partir del 12 de noviembre de 2009.
Este juego contiene tres juegos de Game & Watch de la serie Multi Screen: Donkey Kong, Green House y Oil Panic. Los juegos vienen con el Modo A y el Modo B, así como la función de alarma, a la que se puede acceder en la pantalla de inicio. A diferencia de la serie Game & Watch Gallery, los juegos contenidos en ésta son ports exactos de las versiones originales.

### Game & Watch Collection 2
Game & Watch Collection 2 es un juego de Nintendo DS exclusivo de Club Nintendo.
Para los miembros del Club Japonés Nintendo, estaba disponible para 500 monedas a partir del 5 de septiembre de 2008. Para los miembros del North American Club Nintendo, estaba disponible para 800 monedas a partir del 31 de marzo de 2010. Para los miembros del Australian Club Nintendo, estaba disponible para 2500 Estrellas a partir del 15 de diciembre de 2011.
Este juego contiene dos juegos de una sola pantalla Game & Watch, Parachute y Octopus, junto con un nuevo juego de pantalla dual que combina Parachute en la parte superior de la pantalla con Octopus en la parte inferior de la pantalla. Los juegos vienen con el Modo A y el Modo B, así como la función de alarma, a la que se puede acceder en la pantalla de inicio. A diferencia de la serie Game & Watch Gallery, los juegos contenidos en ésta son ports exactos de las versiones originales.

## DSiWare
Un puñado de juegos Game & Watch fueron lanzados en Nintendo DSi y Nintendo 3DS como DSiWare en 2009 y 2011, respectivamente. Tenían extras como una tabla de puntuación alta, pantalla de demostración y pantalla de selección de puntuación.
Lista de juegos
- Ball
- Flagman
- Vermin
- Judge
- Helmet
- Chef
- Donkey Kong Jr.
- Mario's Cement Factory
- Manhole

## Clones y ports no oficiales

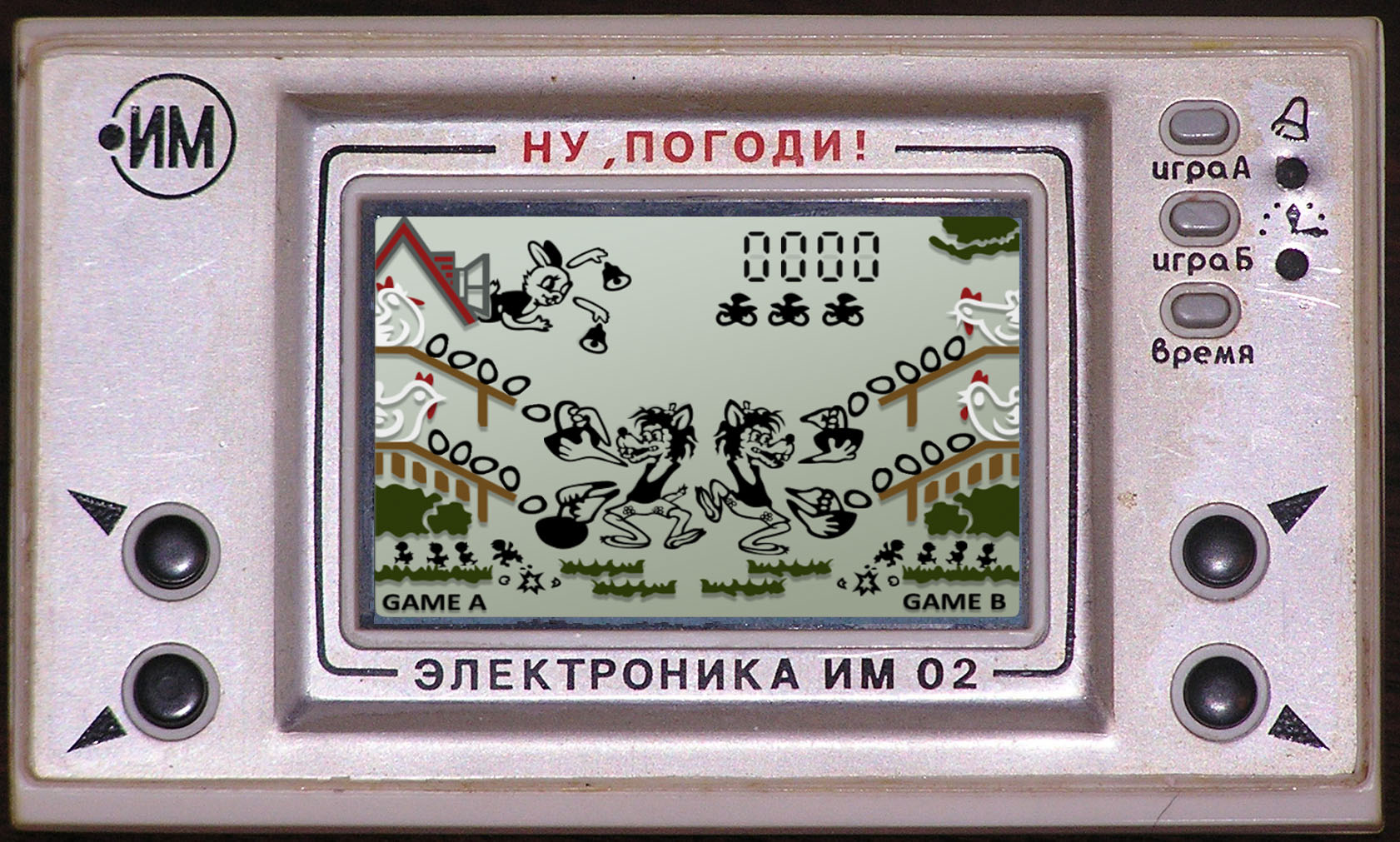
Elektronika IM-02 Nu, pogodi!

En la Unión Soviética, los clones de algunos juegos de consola de pantalla ancha aparecieron a mediados de los años ochenta; se vendieron bajo la marca universal Elektronika. La selección de títulos incluyó Octopus (renombrado Misterios del Océano), Chef (renombrado Merry Cook), Egg (renombrado Nu, pogodi! con el Lobo que se asemeja al personaje principal de la serie animada), variantes ligeramente diferentes de Egg llamado Hunt (con un cazador disparando a patos) y Exploradores del Espacio (con una nave espacial siendo atacada), y muchos otros.
Antes de la serie Game & Watch Gallery, el juego G&W Mario Bros. era el único juego que se transportaba a un sistema diferente. En este caso, había sido trasladado extraoficialmente al sistema Commodore 64. Como el juego de arcade Mario Bros. también había sido transferido al mismo sistema, la versión similar de Game & Watch tuvo que ser rebautizada como secuela, titulada Mario Bros. II.
Los programadores también han transferido de forma no oficial juegos G&W a muchas plataformas, entre las que destacan Microsoft Windows, teléfonos móviles, navegadores web (normalmente a través de Adobe Flash Player) y otros.